# Neobisium settei
Neobisium settei är en spindeldjursart som beskrevs av Giuliano Callaini 1982. Neobisium settei ingår i släktet Neobisium och familjen helplåtklokrypare. Inga underarter finns listade i Catalogue of Life.